# 판캄 비파반
판캄 비파반(라오어: ພັນຄຳ ວິພາວັນ, 1951년 4월 14일~)은 라오스의 정치인으로, 라오인민혁명당 정치국 및 행정위원회 위원이다. 그는 2021년 3월, 라오스 국회에서 선출된 라오스의 정부수상이 되었고, 2022년 12월에 사임했다.
2003년부터 2005년까지 정부수상실에서 차관을 역임한 후 2006년 제8차 당 중앙위원회 위원으로 선출되어 후아판주의 주지사가 되었다. 2011년 정치국원으로 선출된 후 교육체육부 장관직을 역임했다. 또한 라오스-베트남 우호협회 회장을 역임했다.
2014년에는 정부부수상이 되었고, 2016년 4월에는 라오스의 부주석으로 선출되었다.

## 생애 및 경력
판캄은 1951년 프랑스령 라오스 후아판주 마을에서 태어났다.
2011년부터 2015년까지 정부부수상 겸 교육체육부 장관을 역임했다.
2016년 1월 제10차 당 대회에서는 당 서열 5위, 당 중앙정치국 및 사무국 상임위원, 같은 해 3월 제8차 국회에서 당 부위원장으로 선출되었다.
2021년 1월 제11차 당 대회에서 당과 당 중앙정치국에서 두 번째로 큰 당으로 선출되었으며, 2021년 3월 제9차 국회에서 정부수상으로 선출되었다.
2022년 12월 30일, 국회는 정부수상직 사임 제안을 승인했다. 그 이유로 건강 문제를 꼽았지만, 경제 위기에 대한 책임을 져야 했다.